# Schilbe mandibularis
Schilbe mandibularis es una especie de peces de la familia Schilbeidae en el orden de los Siluriformes.

## Morfología
• Los machos pueden llegar alcanzar los 50 cm de
longitud total.

## Reproducción
Es ovíparo.

## Distribución geográfica
Se encuentran en África: Liberia y Ghana.